# Ferid Murad
Ferid Murad (Whiting, 14 de setembro de 1936 –
Menlo Park, 4 de setembro de 2023) foi um médico e farmacologista estadunidense. Foi agraciado com o Nobel de Fisiologia ou Medicina de 1998.

## Carreira
Filho de imigrantes albaneses nos Estados Unidos, começou sua carreira acadêmica ingressando na Universidade da Virgínia, onde se tornou professor associado, Depts. de Medicina Interna e Farmacologia, Escola de Medicina em 1970, antes de se tornar professor titular em 1975. De 1971-81, foi Diretor do Centro de Pesquisa Clínica da Escola de Medicina da UVA e Diretor da Divisão de Farmacologia Clínica, Departamento de Medicina Interna, UVA School of Medicine (1973-1981). Murad mudou-se para a Universidade de Stanford em 1981, onde foi Chefe de Medicina do Palo Alto VA Medical Center (1981-86), Presidente Associado do Departamento de Medicina da Universidade de Stanford (1984-86) e Presidente Interino do Departamento de Medicina e Chefe da Divisão Interina da Divisão de Medicina Respiratória de 1986-88. Em 1988 ele foi a American Heart Association, Vencedor do Prêmio Ciba. Murad deixou seu mandato em Stanford em 1988 para um cargo na Abbott Laboratories , onde atuou como vice-presidente de Pharmaceutical Discovery até fundar sua própria empresa de biotecnologia, a Molecular Geriatrics Corporation, em 1993. Murad voltou a estudar e ingressou na Universidade de Texas Medical School em Houston para criar um novo departamento de biologia integrativa, farmacologia e fisiologia em 1997. Lá, ele foi presidente de Biologia Integrativa e Farmacologia, Professor e Diretor Emérito do Instituto Brown Foundation de Medicina Molecular para a Prevenção de Doenças Humanas, John S. Dunn Distinguished Chair in Physiology and Medicine, vice-diretor do The Brown Foundation Institute of Molecular Medicine e, posteriormente, professor do Brown Foundation Institute of Molecular Medicine. Em abril de 2011, ele se mudou para a George Washington University como Professor no Departamento de Bioquímica e Biologia Molecular.
A pesquisa-chave de Murad demonstrou que a nitroglicerina e medicamentos relacionados atuam liberando óxido nítrico no corpo, o que relaxa o músculo liso ao elevar o GMP cíclico intracelular. As etapas que faltavam no processo de sinalização foram preenchidas por Robert F. Furchgott e Louis J. Ignarro da UCLA , pelos quais os três compartilharam o Prêmio Nobel de 1998 (e pelo qual Murad e Furchgott receberam o Prêmio Albert Lasker de Pesquisa Médica Básica em 1996) Em 1999, Murad e Furchgott receberam o Golden Plate Award da American Academy of Achievement. Ele também é membro da Academia Nacional de Ciências, entre outras sociedades notáveis.
Em 2015, Murad assinou a Declaração de Mainau de 2015 sobre Mudanças Climáticas no último dia da 65ª Reunião do Prêmio Nobel de Lindau. A declaração foi assinada por um total de 76 ganhadores do Prêmio Nobel e entregue ao então Presidente da República Francesa, François Hollande, como parte da bem-sucedida cúpula do clima COP21 em Paris.
Murad, morreu no dia 4 de setembro de 2023, aos 86 anos de idade em Menlo Park, Califórnia.